# Schwarzburg-ház

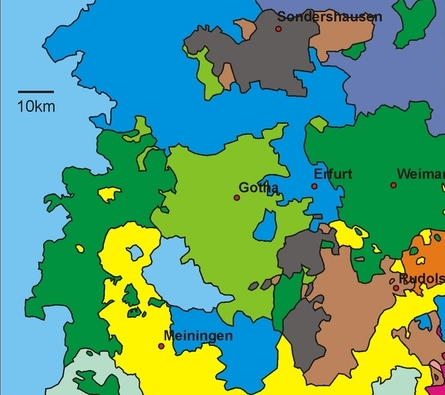
Schwarzburg-Rudolstadt (világosbarna), Schwarzburg-Sondershausen (sötétbarna) 1910-ben

A Schwarzburg-ház volt Türingia egyik legrégibb nemesi családja, Günther Frigyes herceg halálával történő 1971-es kihalásáig. A Schwarzburg fölött uralkodó családot I. Sizzo gróf alapította a 12. században. I. Sizzo 1160-ban halt meg. A család a 16. századig uralta Schwarzburg-Sondershausent és Schwarzburg-Rudolstadtot.